# Don Shirley
Don Shirley (29. ledna 1927 Pensacola, Florida – 6. dubna 2013 New York) byl americký klavírista a hudební skladatel. Spojoval klasickou hudbu s jazzem, a vytvořil tak svůj osobitý hudební styl.

## Život
Don Shirley se narodil na Floridě, ale byl synem jamajských imigrantů. Jeho matka byla učitelka a otec kněz episkopální církve. Na klavír začal hrát už ve dvou letech a v hudbě byl považován za zázračné dítě. V 10 letech zvládal velkou část standardního koncertního repertoáru. Profesionální debut absolvoval v 18 letech s Boston Pops.
Když mu bylo přes 20 let, jeho impresário mu řekl, že pro americké publikum není černý pianista akceptovatelný a že by se měl raději věnovat populární hudbě a jazzu. Začal hrát v nočních klubech a míšením stylů vytvořil vlastní hudební žánr. S basistou a violoncellistou založil Don Shirley Trio. Neměl rád, když byl označován jako "jazzový hudebník". „Jeho vztah k jazzu kolísal mezi láskou a nenávistí,“ řekl jeho přítel ze studií Kappeyne van de Coppello.
Don Shirley žil přes 50 let v bytě přímo nad koncertní síní Carnegie Hall.
K jeho obdivovatelům patřil Igor Fjodorovič Stravinskij nebo Sarah Vaughan.

## Ve filmu
- Jeho turné po jihu Spojených států v roce 1962, při kterém mu dělal řidiče Tony Lip, se stalo námětem filmu Zelená kniha.